# Bastropp

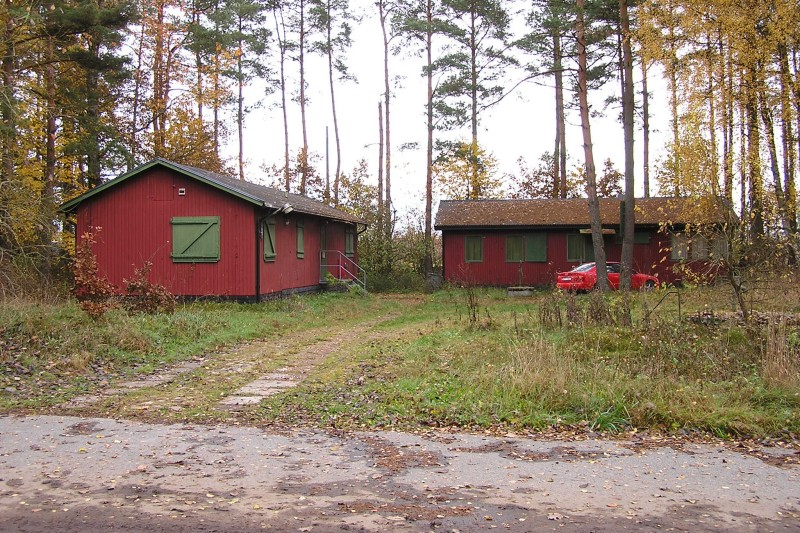
Bastroppens byggnader på Knislinge flygbas hösten 2009.

Bastropp var stående förband som bemannade de flesta flygbaser i Bas 60 systemet. Detta för att stridsflygplan snabbt skulle kunna spridas ut på krigsbaserna i fall av en mobilisering utan att man skulle behöva vänta på att markpersonalen på basen skulle hinna mobiliseras. 

## Bemanning
Bastroppen bestod av 2-3 fast anställda tekniker och 10-15 värnpliktiga flygsoldater. Troppens uppgift var att ta emot och betjäna landande flygplan samt att hålla basen i krigsdugligt skick. Under vinterhalvåret skulle bansystemet och basens vägnät snöröjas, under resten av året skulle basens material underhållas. Chefen för bastroppen fungerade som tillfällig trafikledare för flygplan som skulle landa på basen. Bastroppens värnpliktiga bemannade också basens räddningsfordon som skulle finnas i beredskap vid militär flygverksamhet. Bastroppen kunde tanka och även komplettera ammunitionen i viss mån på landande flygplan.

## Bastroppsförstärkning
På vissa flygbaser kompletterades bastroppen med en bastroppsförstärkning som bestod av tidigare värnpliktiga som hade tjänstgjort på basen och bodde i närheten. Dessa tecknade speciella beredskapskontrakt och fick sin krigsplacering på basen. Med hjälp av bastroppsförstärkningen kunde man snabbt iordningställa basen så att flygverksamheten kunde komma igång.

### Webbkällor
- Rystedt, Jörgen (1 oktober 2005). ”FLYGBASSYSTEM 60” (pdf). Försvarets historiska telesamlingar. http://www.fht.nu/Dokument/Flygvapnet/flyg_publ_dok_flygbassystemet_bas_60.pdf. Läst 20 februari 2013.